# Oberalpstock
L'Oberalpstock (in romancio Tgietschen) è una montagna delle Alpi alta 3.328 m È una delle vette più elevate delle Alpi Glaronesi.

## Caratteristiche
Si erge ai confini tra i cantoni svizzeri Uri e Grigioni. A nord viene raggiunto dalla valle urana del Maderanertal e da sud dalla grigionese Vorderrhintal.